# Dálnice v Pákistánu

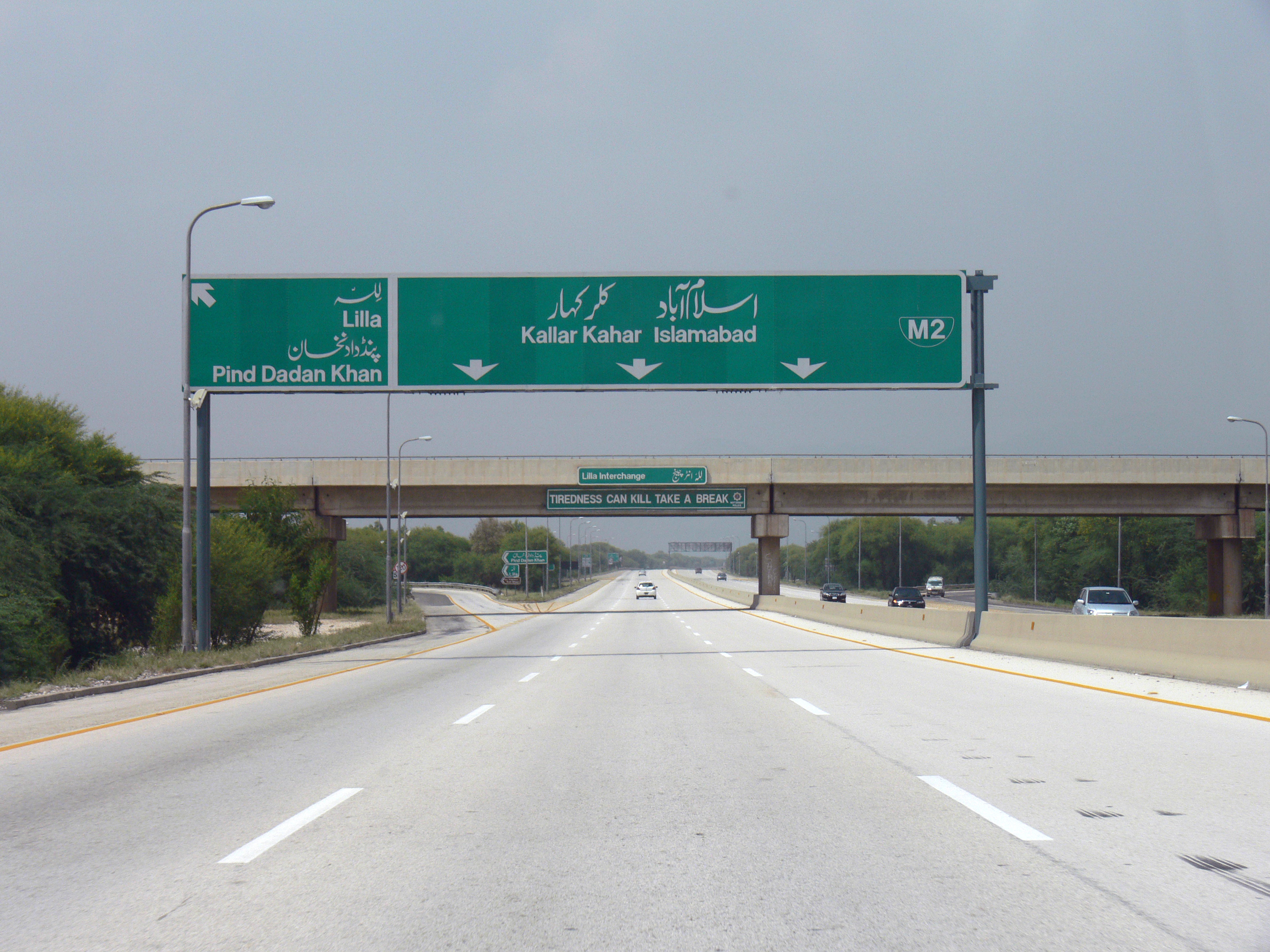
Část pákistánské dálnice M2

Dopravní značení na dálnici v Pákistánu

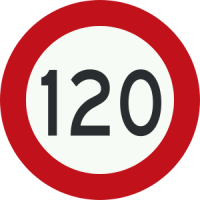
Povolená maximální rychlost na pákistánských dálnicích je 120 km/h

Pákistánské vnitrostátní dálnice jsou sítí několikaproudých, vysokorychlostních komunikací s omezeným nebo kontrolovaným přístupem na dálnici v Pákistánu. Jsou vlastněny, udržovány a provozovány Národním dálničním úřadem.
Rychlostní komunikace jsou podobné dálnicím s menšími restrikcemi pro přístup a jsou vlastněny, udržovány a provozovány federálními nebo provinčními úřady.

## Rysy

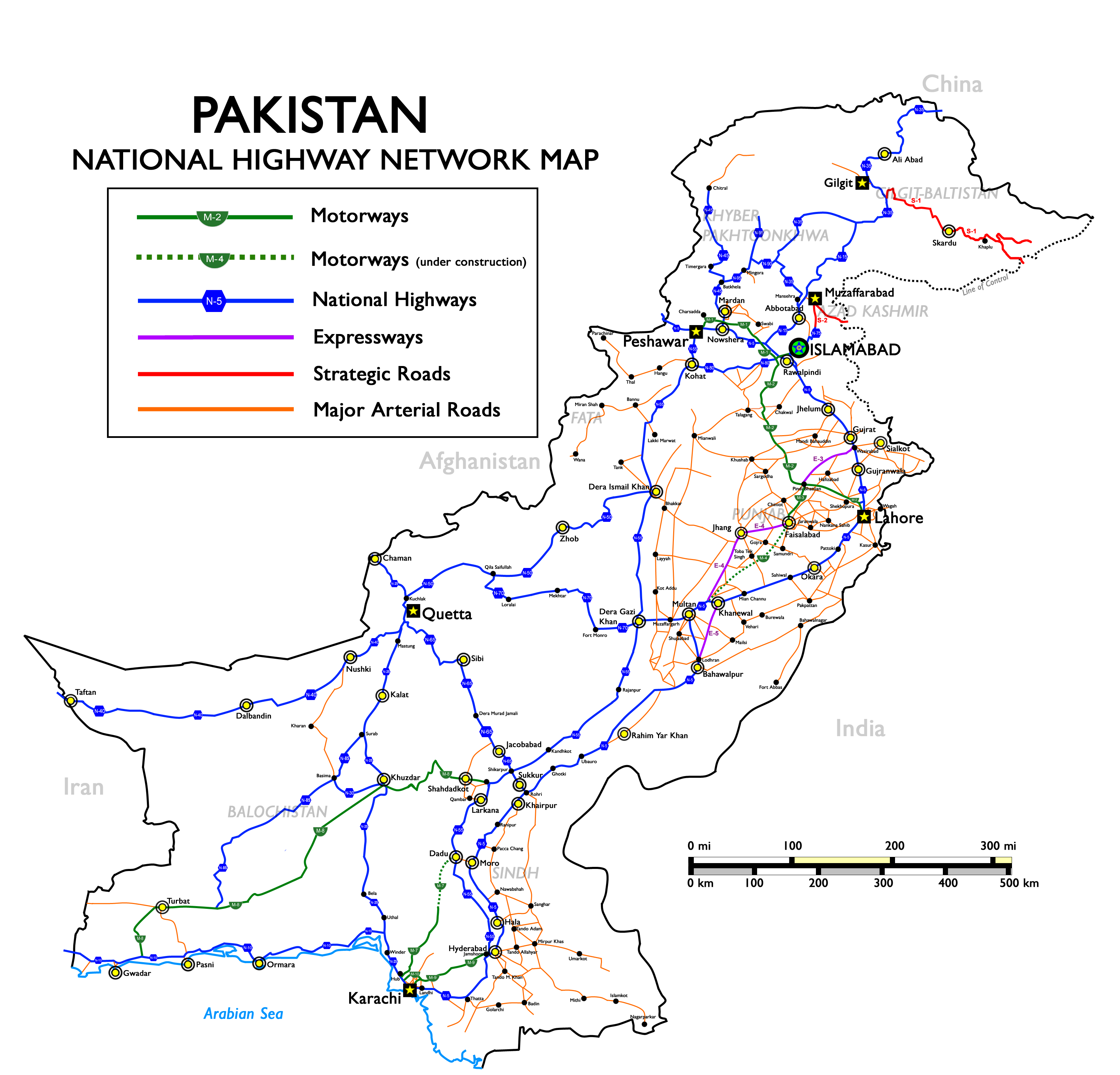
Síť vnitrostátních dálnic a silnic v Pákistánu

### Délka
K září 2012 mají provozované dálnice v Pákistánu kombinovanou délku 679.5 km s dalšími 278 km ve výstavbě. Dalších 1,200 km dálnic je plánováno postavit v dalších 10 letech.

### Pruhy
Pákistánské dálnice se skládají ze 6 nebo 4 pruhů. Všechny 4proudé dálnice je možno dále rozšířit na 6 proudů, jak bude doprava v budoucnu narůstat.

### Rychlostní omezení
Pákistánské dálnice mají univerzální minimální rychlostní limit 60 km/h a maximální povolenou rychlost 110 km/h pro nákladní vozidla a 120 km/h pro osobní vozidla. V místech, kde dálnice překonává kopcovitý nebo horský terén je minimální a maximální rychlost omezena.

### Středový pruh a křižovatky
Pákistánské dálnice mají betonová středová svodidla a mimoúrovňové křižovatky.

### Přístup

#### Vozidla
Přístup na pákistánské dálnice je povolen pouze rychlým vozidlům, včetně výkonných silničních motocyklů. Dálnice jsou z obou stran opatřeny ploty pro prevenci nepovoleného přístupu chodců, zvířat a pomalu jedoucích vozidel. Chodcům, bicyklům, malým motocyklům, zvířaty taženým vozům a dalším, pomalu se pohybujícím se vozidlům je přístup na dálnice zakázán.

#### Mýtné
Mýtné brány jsou umístěny na všech vjezdech a výjezdech z pákistánských dálnic a jsou vybaveny počítačovým mýtným systémem. Počítačové vstupní karty s magnetickým proužkem jsou použity na vstupních a výstupních bodech pro otevření závor v závislosti na kategorii vozidla a vzdálenosti cestování.

### Číslování
Všechny dálnice v Pákistánu mají prefix "M" (jako "Motorway" česky Dálnice) následovaný unikátní číselnou kombinací pro určitou dálnici. Každé písmeno je následováno jedním číslem, například M-1, M-2, M-3, atd. Rychlostní (expresní) komunikace mají prefix s písmenem "E".

## Seznam dálnic
| Dálnice        |                                     |        |       |                   |                              | |
| Název & Značka | Kurs                                | Délka  | Pruhy | Datum zprovoznění | Status                       | Poznámky |
| M-1            | Péšávar – Islamabád                 | 155 km | 6     | 2007              | V provozu                    | |
| M-2            | Islamabád – Láhaur                  | 367 km | 6     | 1997              | V provozu                    | |
| M-3            | Pindi Bhattian (M-2) – Faisalabad   | 54 km  | 4     | 2003              | V provozu                    | Spojuje se s M2 poblíž Pindi Bhattian do Faisalabadu                                                                       |
| M-4            | Faisalabad – Multan                 | 233 km | 4     | 2014              | Ve výstavbě                  | Ve výstavbě od roku 2009                                                                                                   |
| M-5            | Multan – Dera Ghazi Khan            | 80 km  | 4     | N/A               | Plánovaná                    | |
| M-6            | Dera Ghazi Khan – Ratodero          | 365 km | 4     | N/A               | Plánovaná                    | |
| M-7            | Dadu – Hub                          | 270 km | 4     | N/A               | Plánovaná                    | |
| M-8            | Ratodero – Gwadar                   | 892 km | 4     | 2016              | Částečně provozu/Ve výstavbě | 2 pruhy Ratodero-Khuzdar částečně dokončeny a v provozu. 2 pruhy před dokončením, 2 další pruhy budou dokončeny v budoucnu |
| M-9            | Hajdarábád – Karáčí                 | 136 km | 6     | 2014              | Ve výstavbě                  | Modernizace současné Super Highway do 6 pruhů                                                                              |
| M-10           | M-9 – N-25 (Severní obchvat Karáčí) | 57 km  | 4     | 2009              | V provozu                    | V současnosti 2 pruhy, bude rozšířeno na 4 pruhy                                                                           |

N/A = Nedostupné

## Seznam expresních (rychlostních) komunikací
| Rychlostní Dálnice |                                   |        |       |                       |                                                             |                                                                |
| Znak               | Kurs                              | Délka  | Pruhy | Datum zprovoznění     | Status                                                      | Poznámky                                                       |
| E-1                | Torkham – Péšávar                 | 65 km  | 4     | N/A                   | Plánovaná                                                   | Spojí pákistánsko-afghánskou hranici v Torkhamu s M-1          |
| E-1                | Peshawar Northern Bypass          | 32 km  | 4     | 2013                  | Ve výstavbě                                                 | Spojí M-1 se N-5                                               |
| E-1                | Peshawar Ring Road                | 25 km  | 6     | N/A                   | Ve výstavbě                                                 | Kruhový obchvat okolo Péšávaru spojený s M-1 a N-5             |
| E-35               | Hasan Abdal – Mansehra            | 110 km | 4     | N/A                   | Plánovaná                                                   | Přes Abbottábád Spojí M-1 a N-5 s Karakorum Highway            |
| E-75               | Islamabád – Murree – Muzaffarabad | 130 km | 4     | 2011/2015             | Částečně v provozu/Ve výstavbě                              | Část Islamabád-Murree v provozu                                |
| E-?                | Rawat – Thalian                   | 29 km  | 4     | N/A                   | Plánovaná                                                   |                                                                |
| E-?                | Severní obchvat Lahore            | 7.5 km | 4     | 2006                  | V provozu                                                   | Spojuje M-2 s N-5                                              |
| E-?                | Lahore Ring Road                  | 85 km  | 6     | 2011 (Severní smyčka) | 40 km Severní smyčka v provozu 45 km Jižní smyčka plánovaná | Okružní rychlostní komunikaci okolo Lahore spojená s M-2 a N-5 |
| E-?                | Láhaur – Nankana Sahib            | 63 km  | 4     | N/A                   | Plánovaná                                                   |                                                                |
| E-3                | Pindi Bhattian – Wazirabad        | 100 km | 2     | 2015                  | Ve výstavbě                                                 |                                                                |
| E-4                | Faisalabad – Khanewal             | 184 km | 2     | N/A                   | Plánovaná                                                   |                                                                |
| E-5                | Khanewal – Lodhran                | 100 km | 2     | N/A                   | Plánovaná                                                   |                                                                |
| Lyari Expressway   | Lyari Expressway (Karáčí)         | 17 km  | 8     | 2010                  | V provozu                                                   | Spojuje M-9 s Mauripurskou cestou, Karáčí                      |

N/A = Nedostupné

## Historie
Pákistánské dálnice jsou částí pákistánského "Projektu národního obchodní koridoru", které propojují Pákistán se třemi námořními přístavy v Arabském moři: (Přístav Karáčí, Přístav Bin Qasim a Přístav Gwadar) a zbytkem země pomocí sítě národních rychlostních komunikací a dálnic, které vedou na sever do Afghánistánu, Střední Asie a Číny.

### Dálnice M-1
Pákistánská třetí dálnice délky 155 km se 6 proudy M-1, propojující Péšávar s federálním hlavním městem, Islámábádem. Je provozována od 30. října 2007.

## Galerie

### Dálnice M-1 (Péšávar - Islámábád)

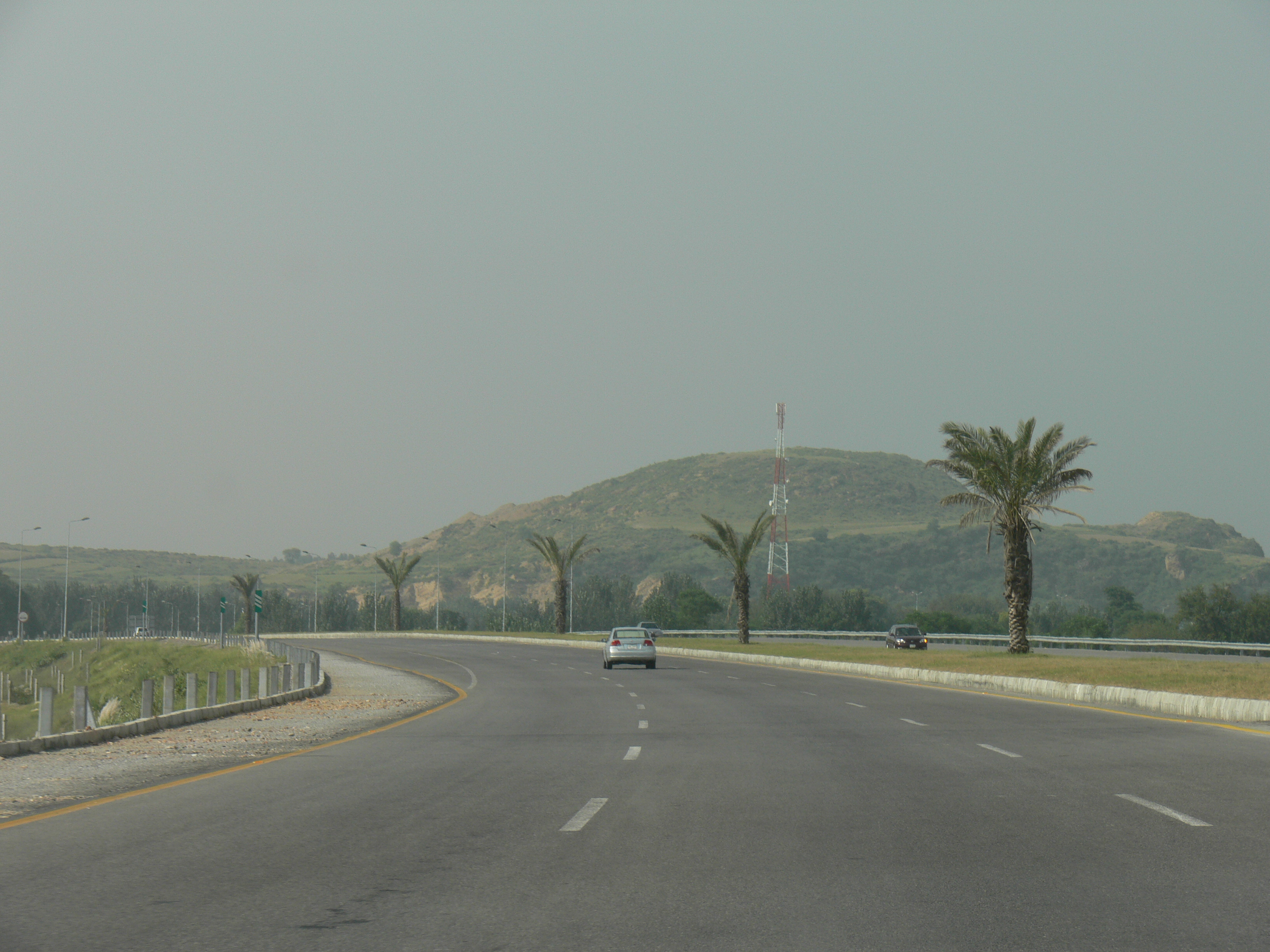
Dálnice M-1
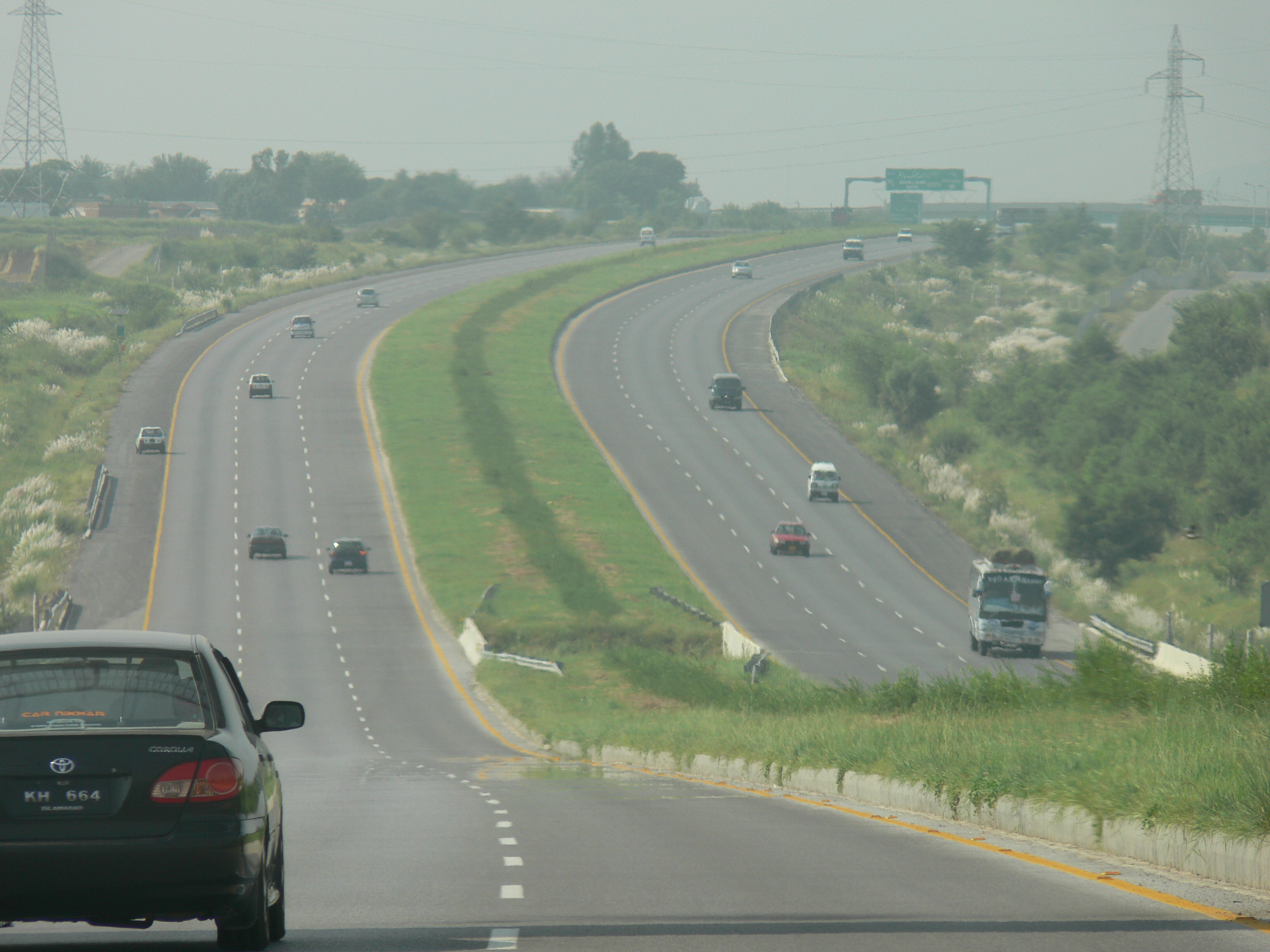
Dálnice M-1
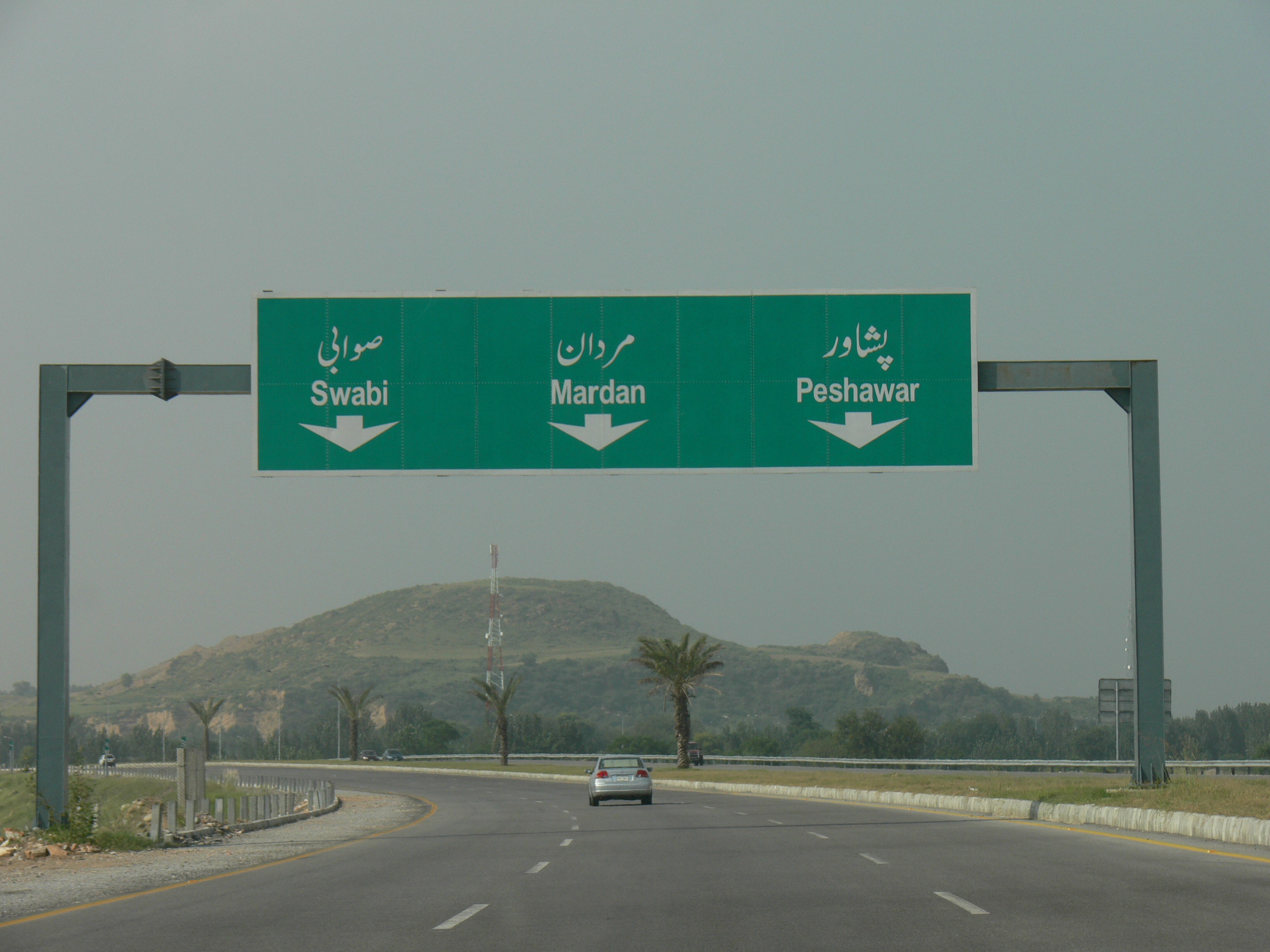
Dálnice M-1
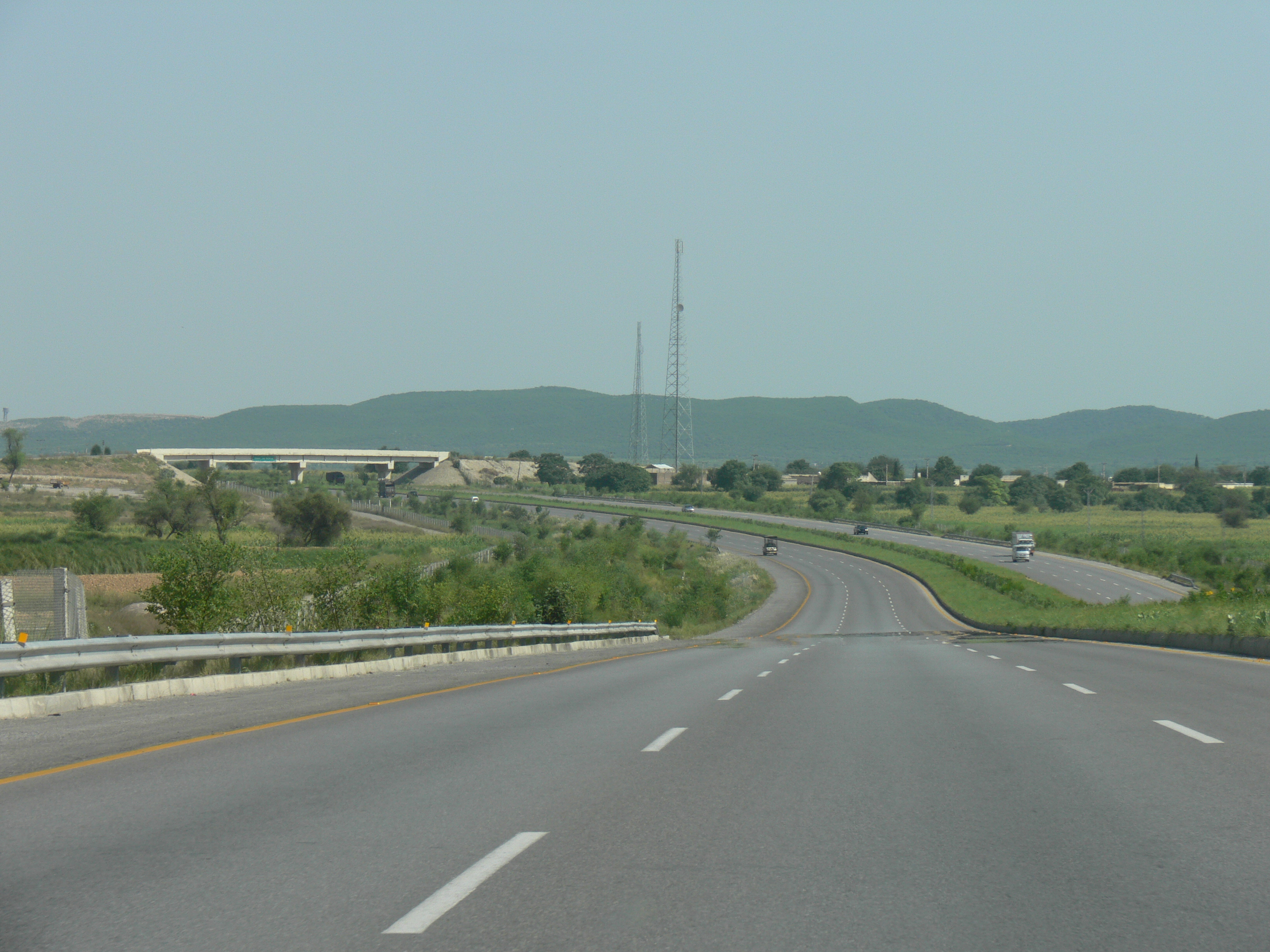
Dálnice M-1 směrem k Islámábádu
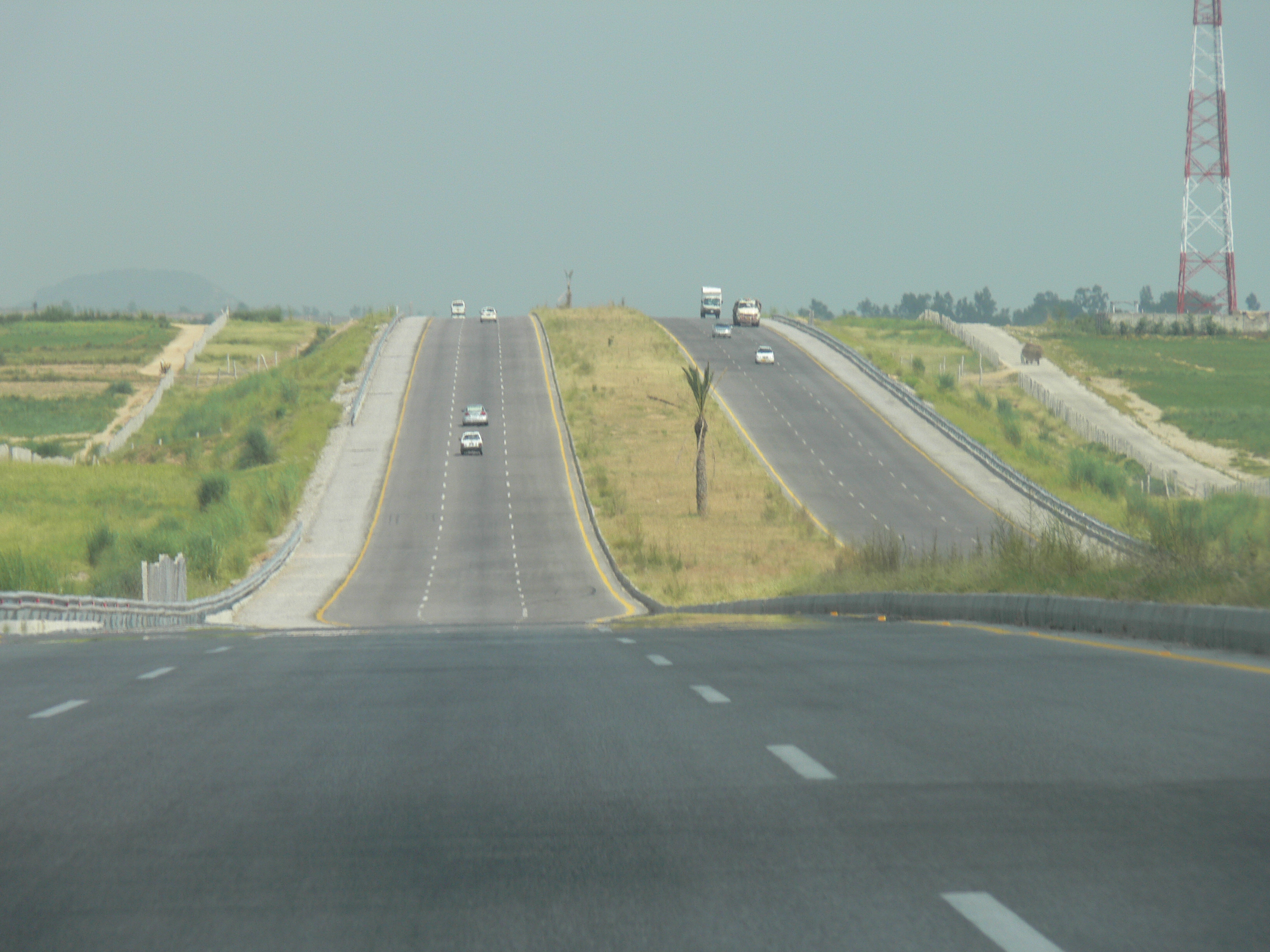
Dálnice M-1
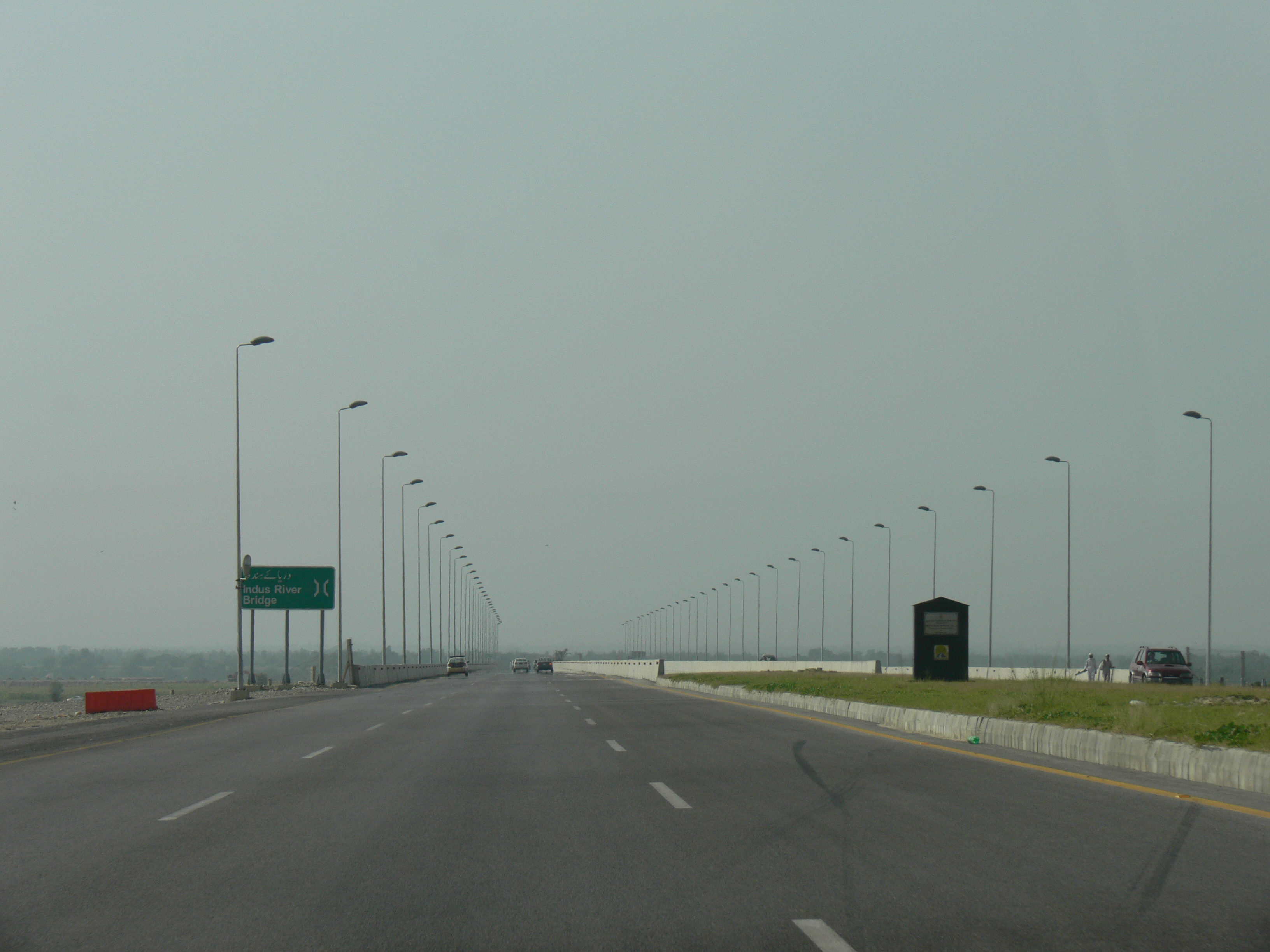
Most přes řeku Indus na dálnici M-1
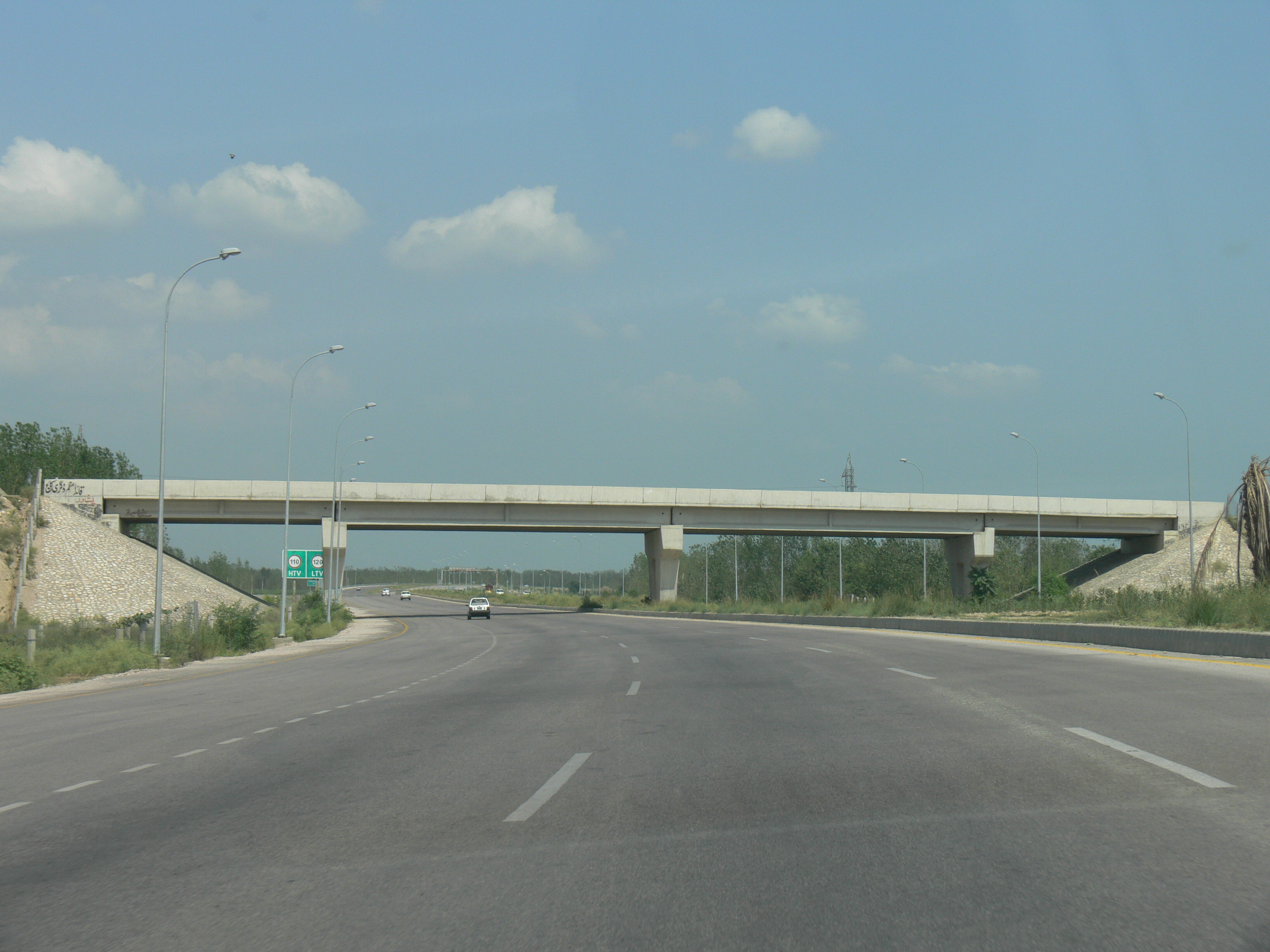
Most přes Dálnici M-1
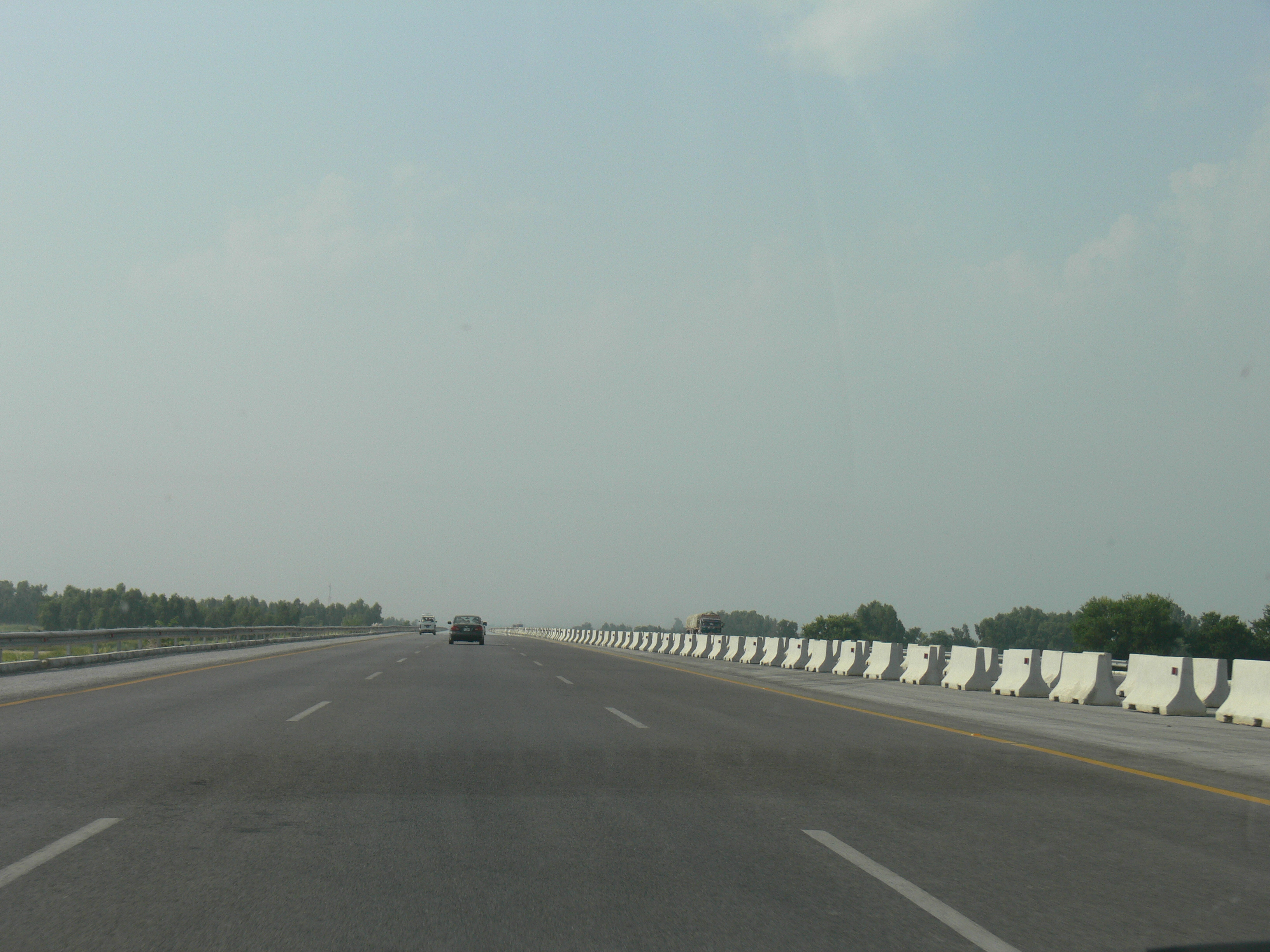
Silniční úniková sekce na dálnici M-1 s odstranitelnými svodidly

### Dálnice M-2 (Islámábád - Lahore)

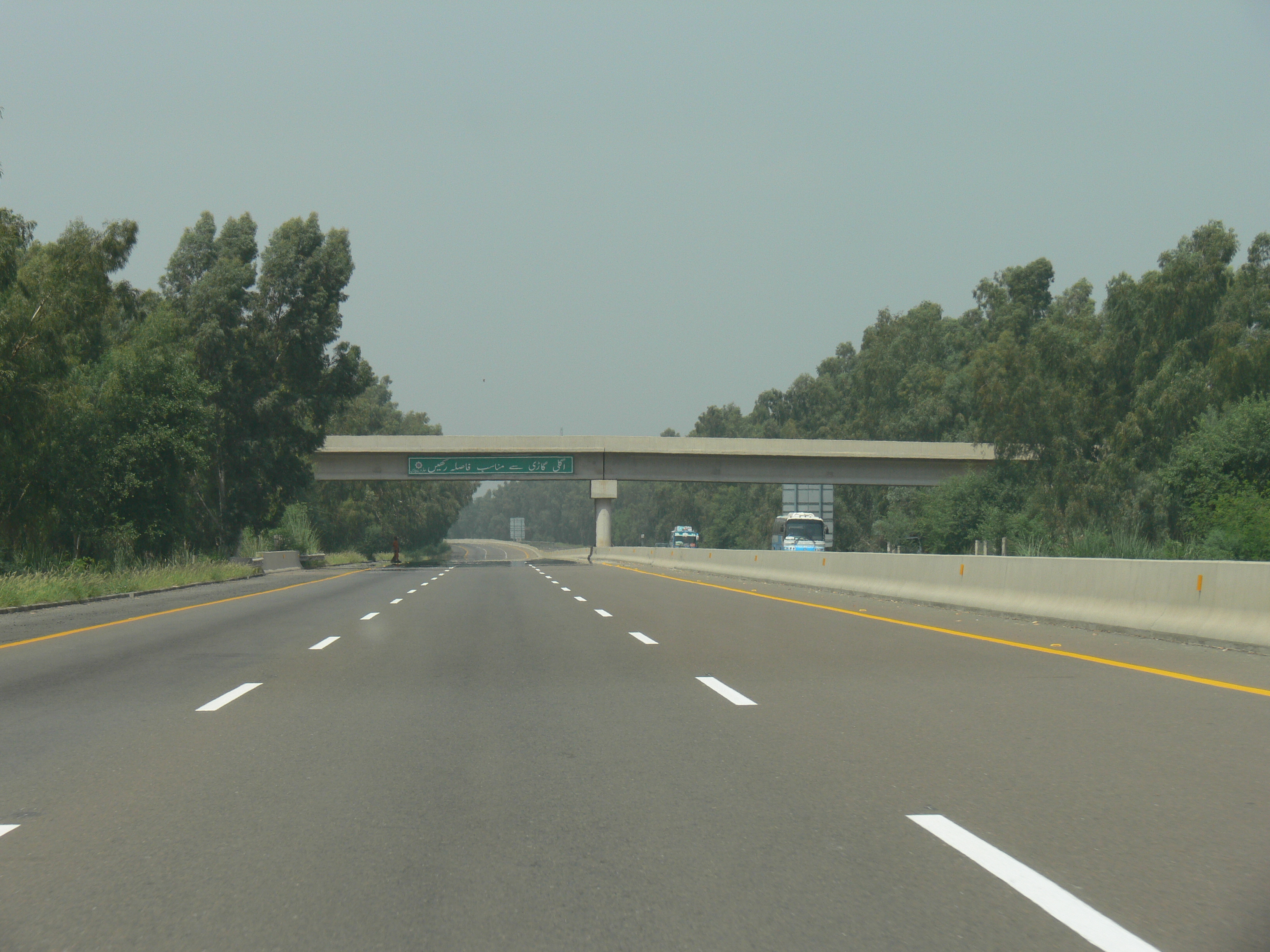
Dálnice M-2
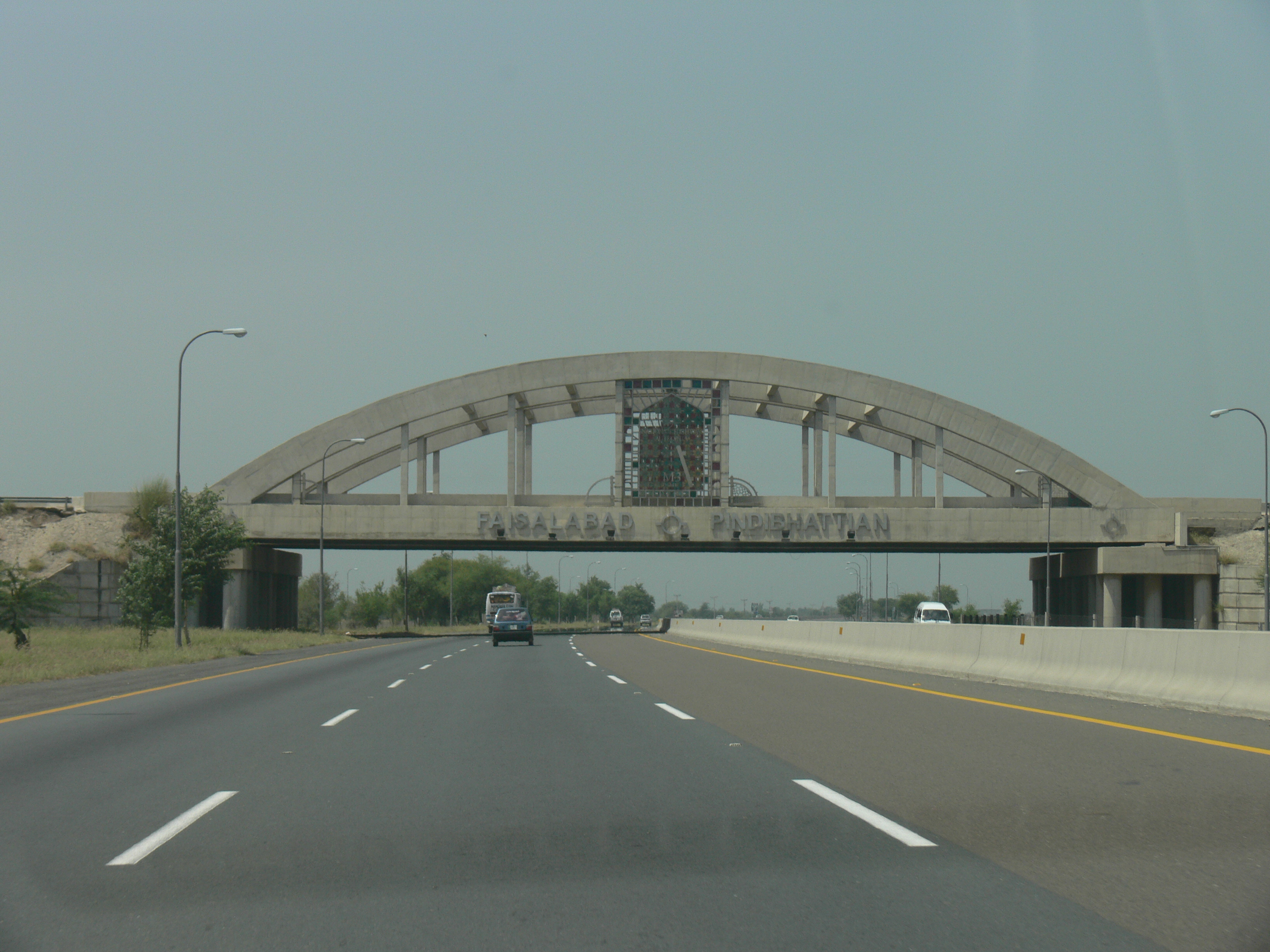
Dálnice M-2 s mostem dálnice M-3 nad vozovkou
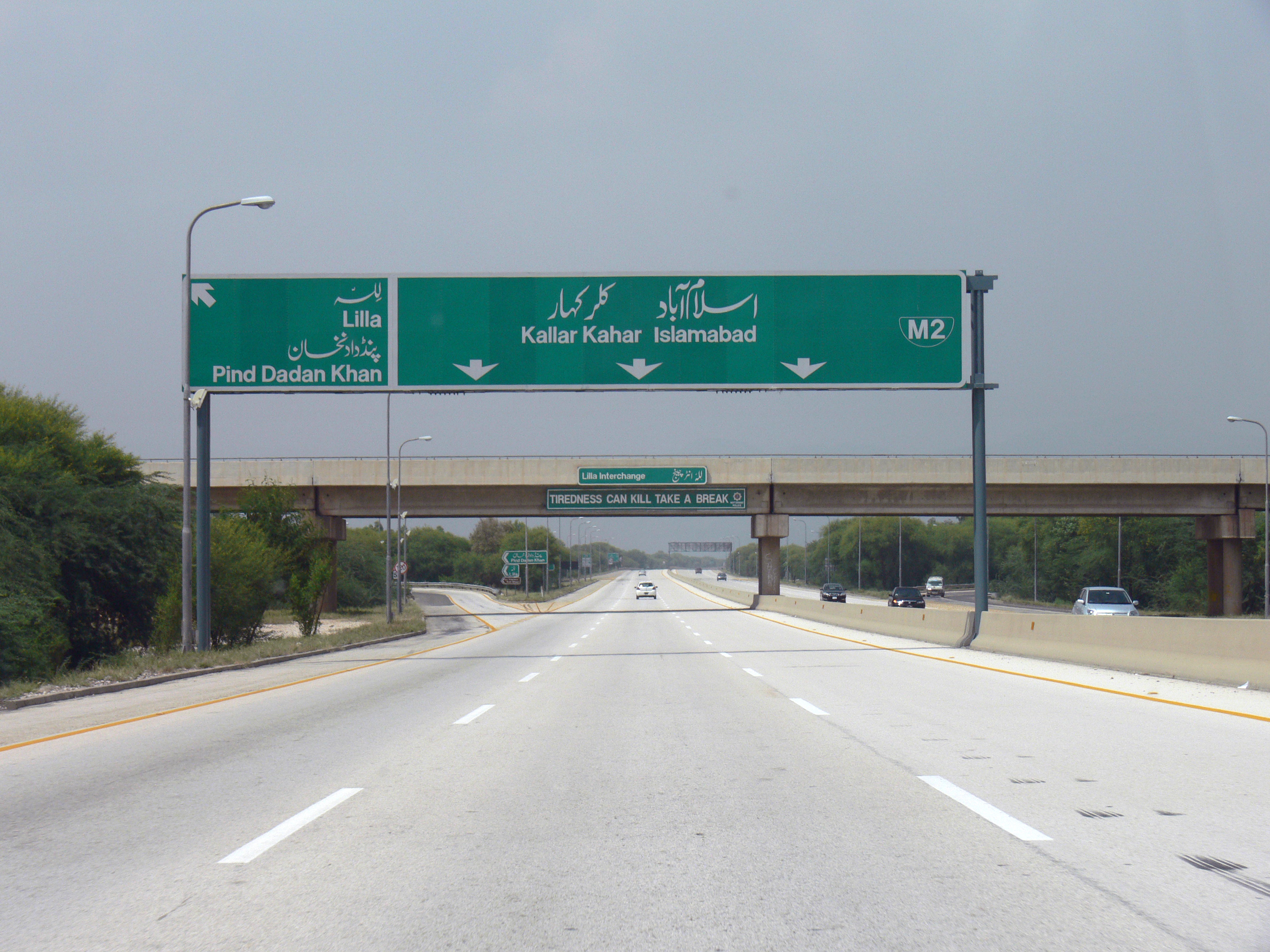
Lilla Interchange na dálnici M-2
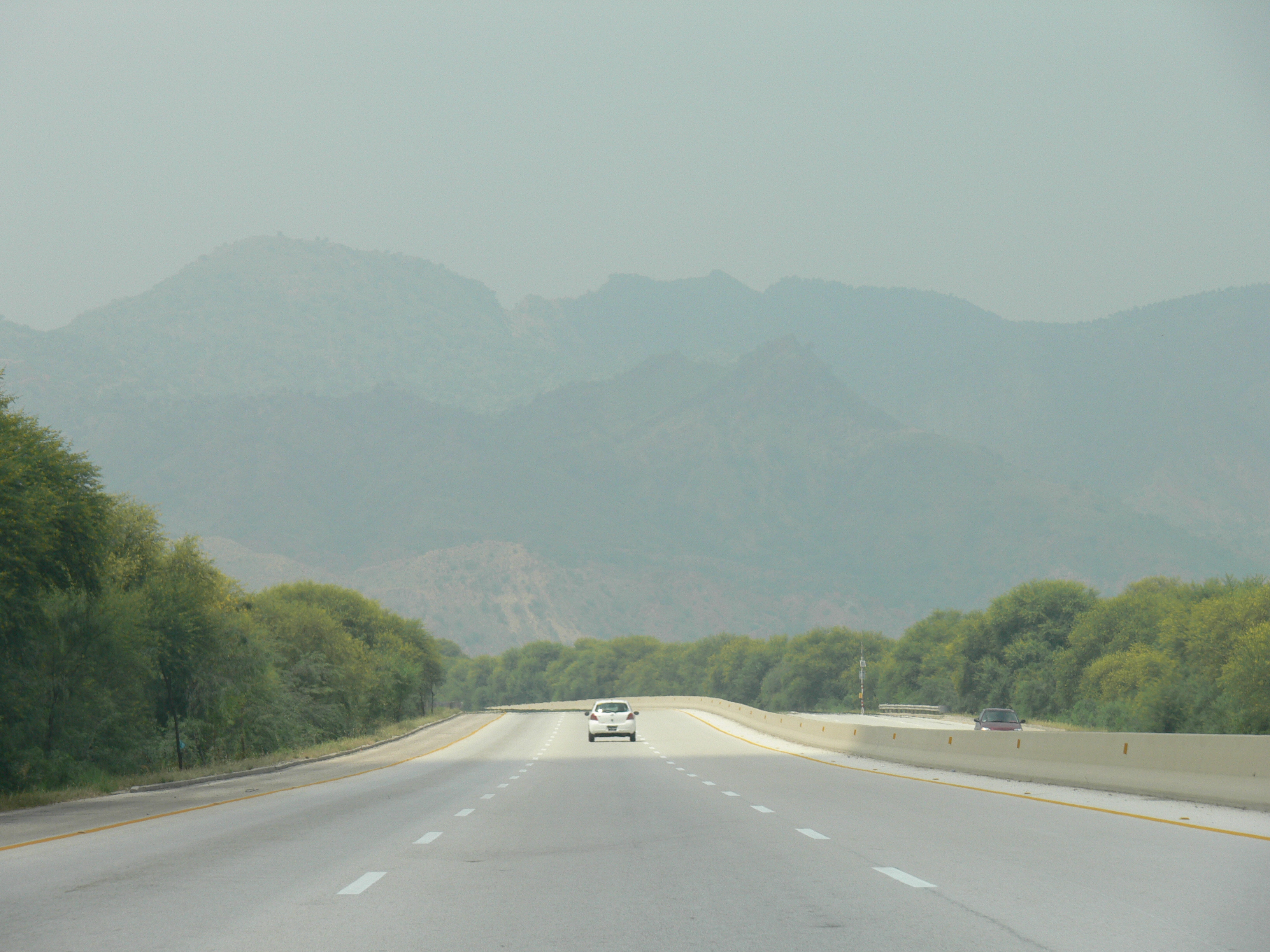
Dálnice M-2 směrem do Salt Range
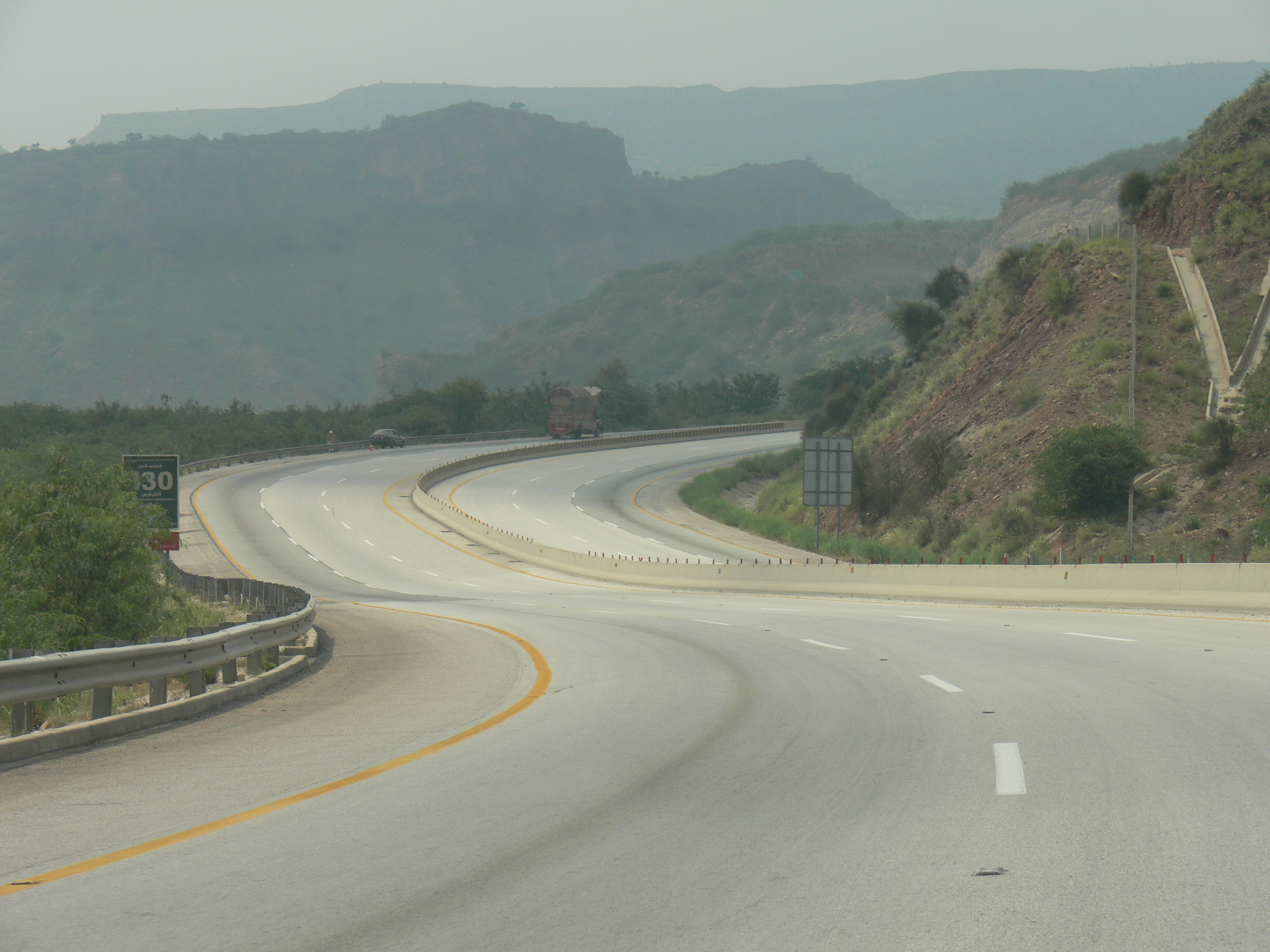
Dálnice M-2 křižující Salt Range
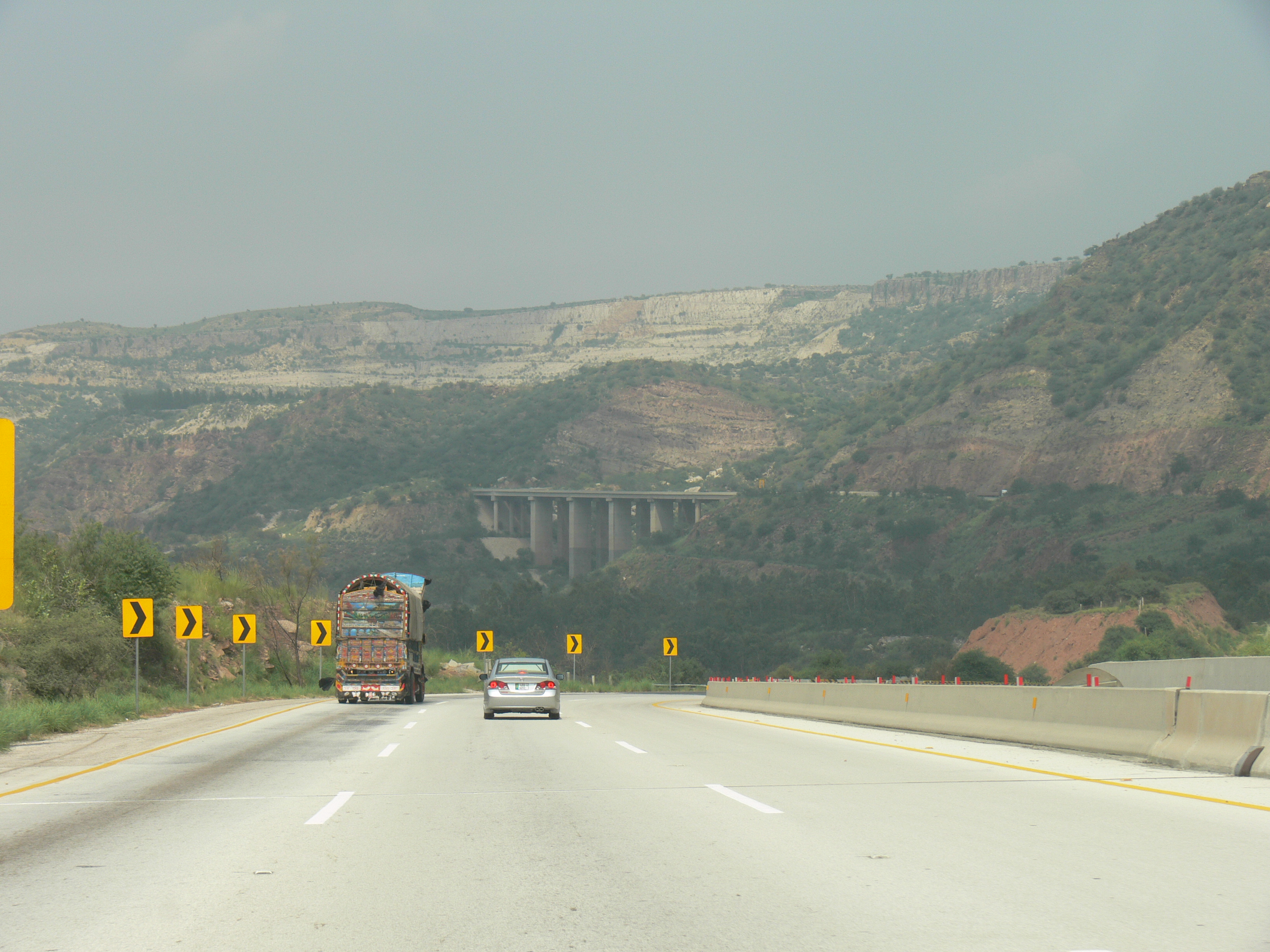
Dálnice M-2 Salt Range s dálničním mostem v povzdálí
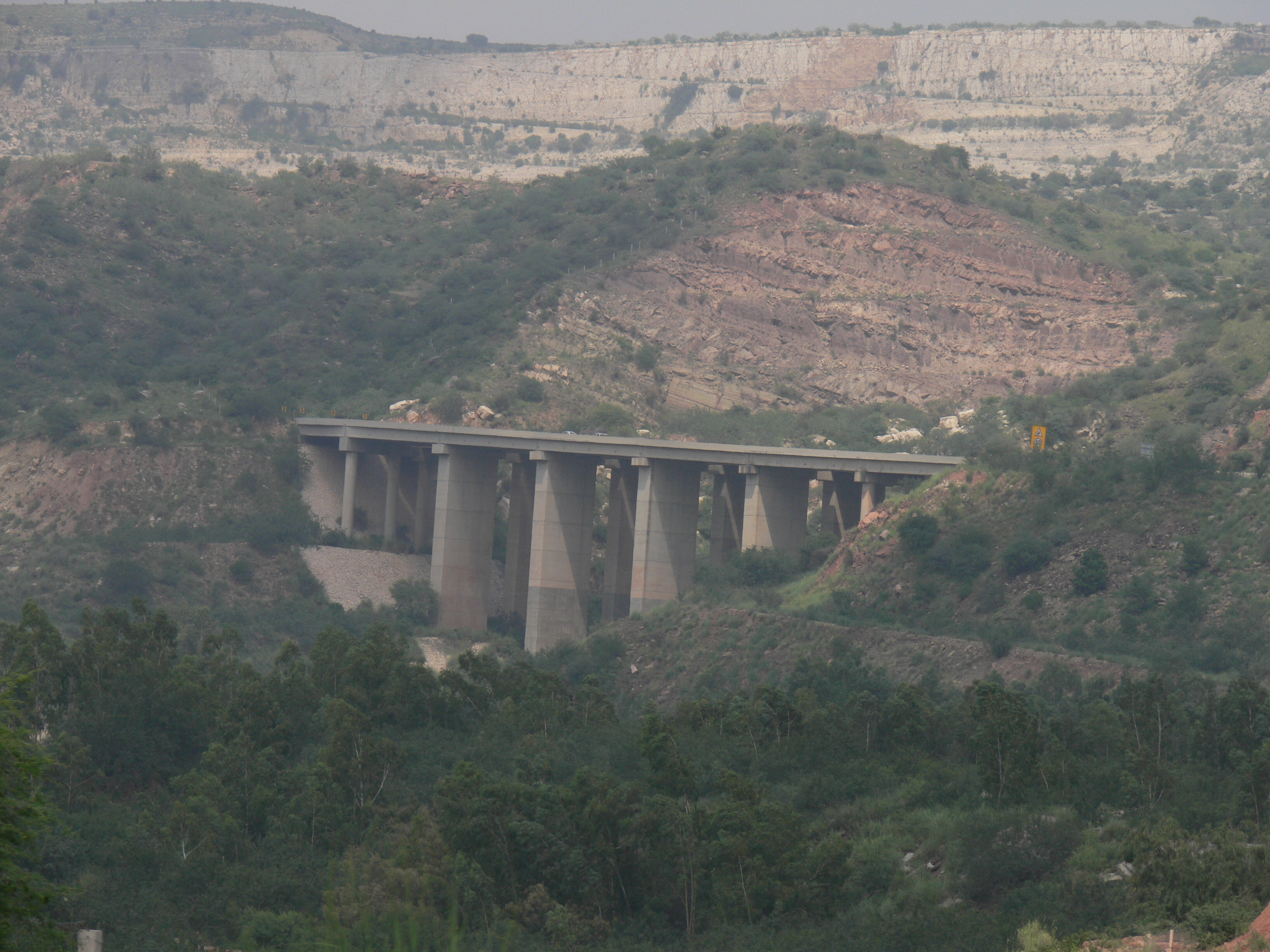
Most na dálnici M-2 v Salt Range
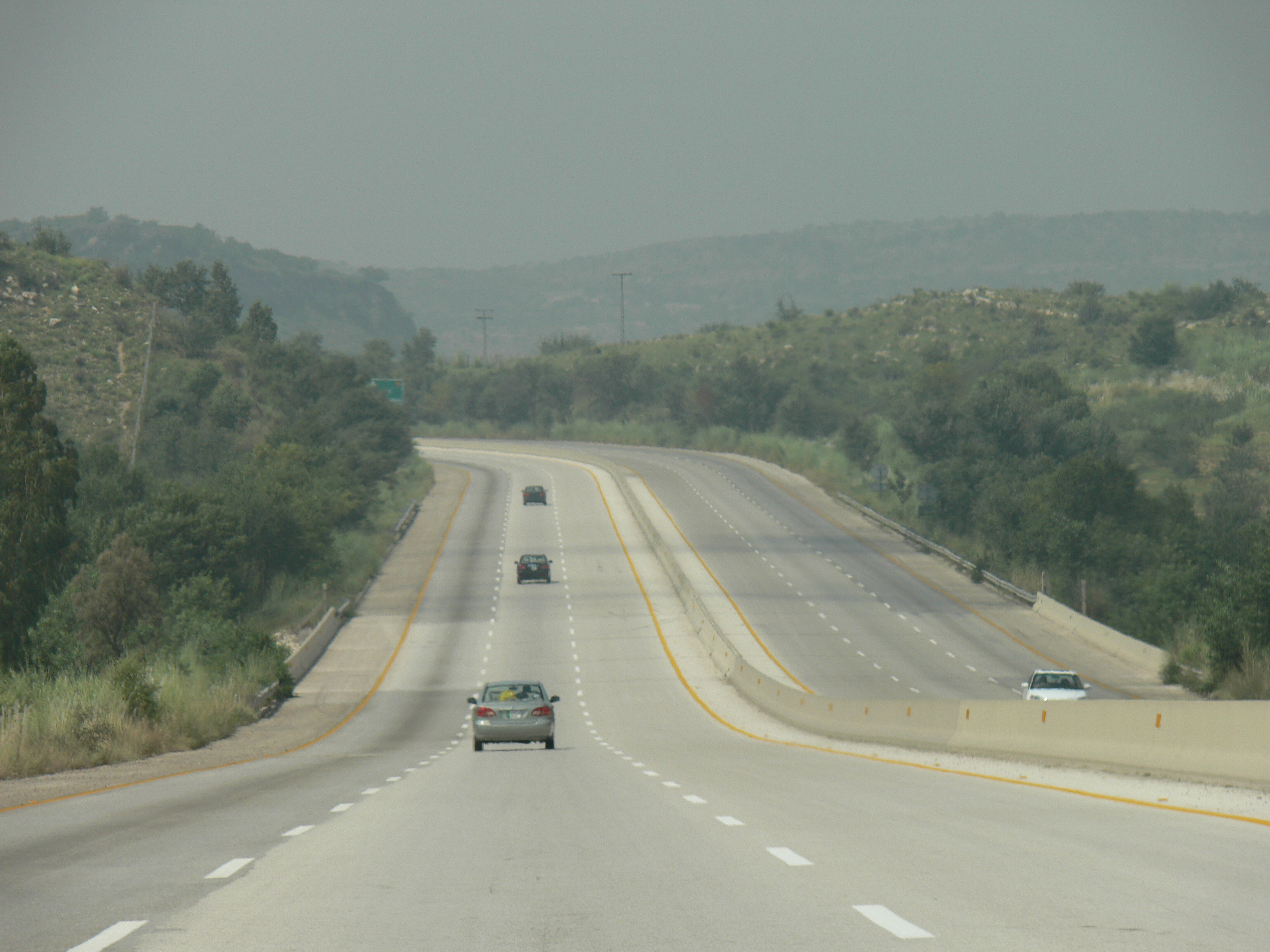
Křížení dálnice M-2 s Potoharskou plošinou
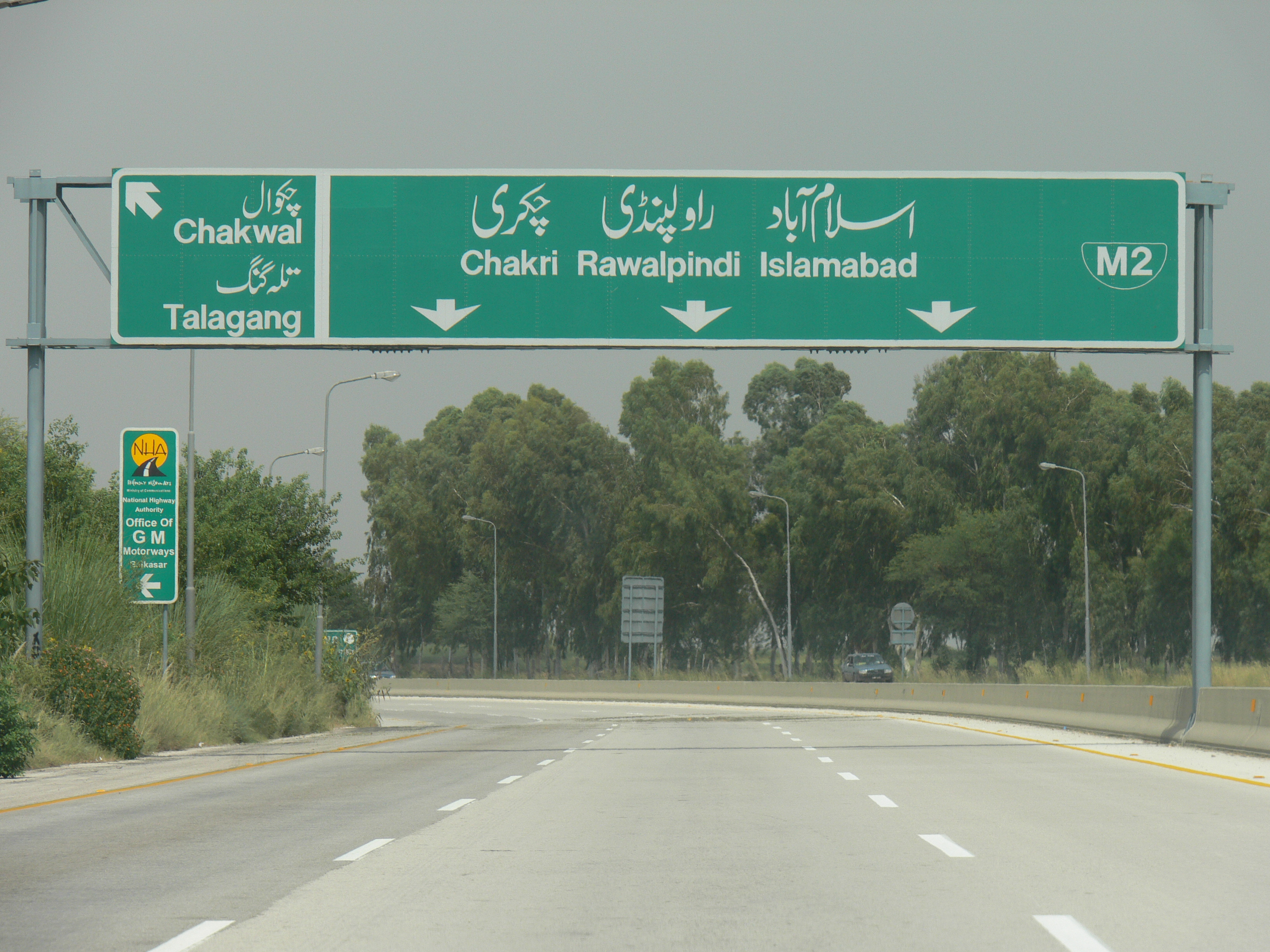
Dopravní značení na dálnici M-2
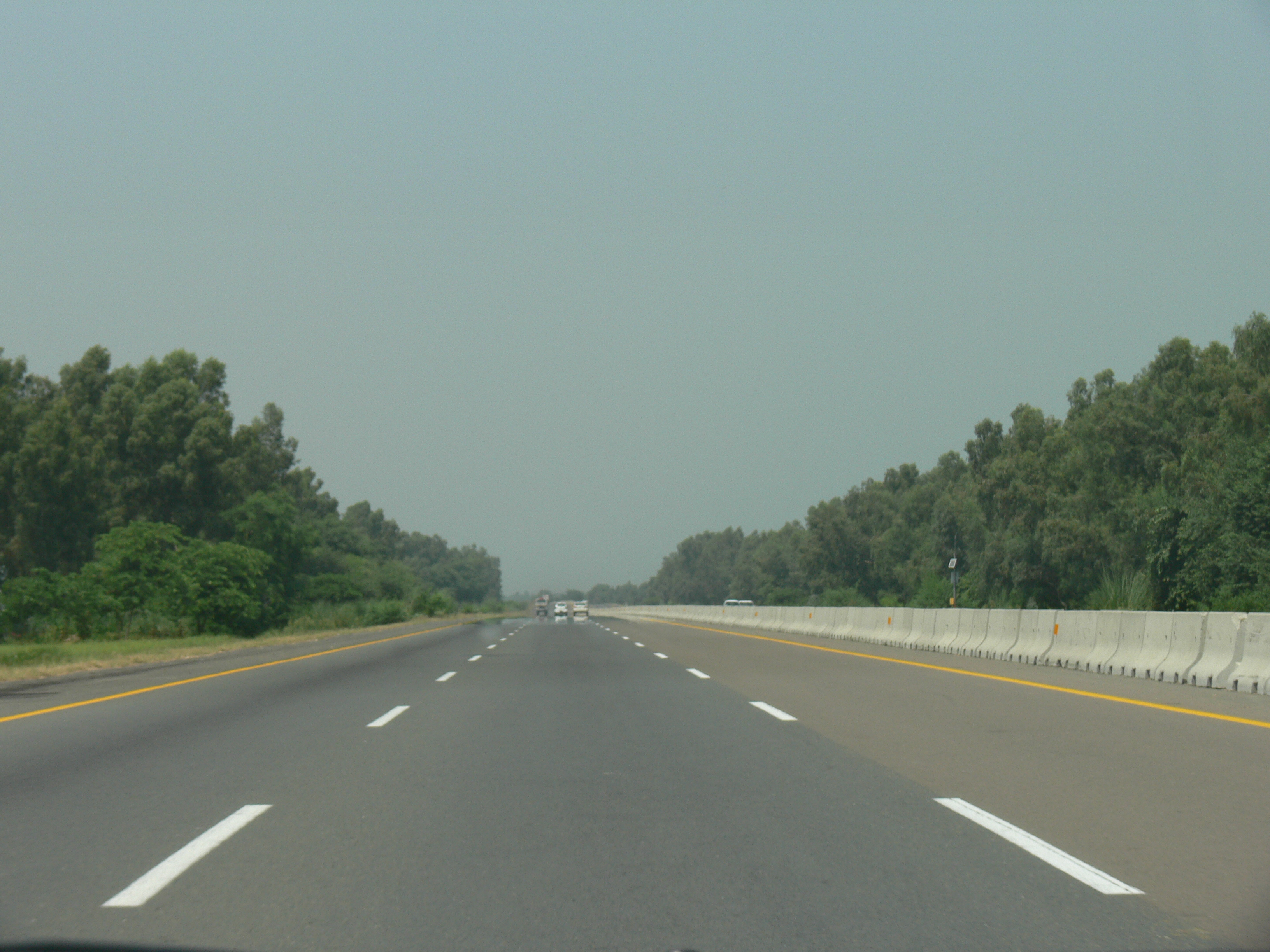
Úniková sekce dálnice M-2 s odstranitelnými svodidly
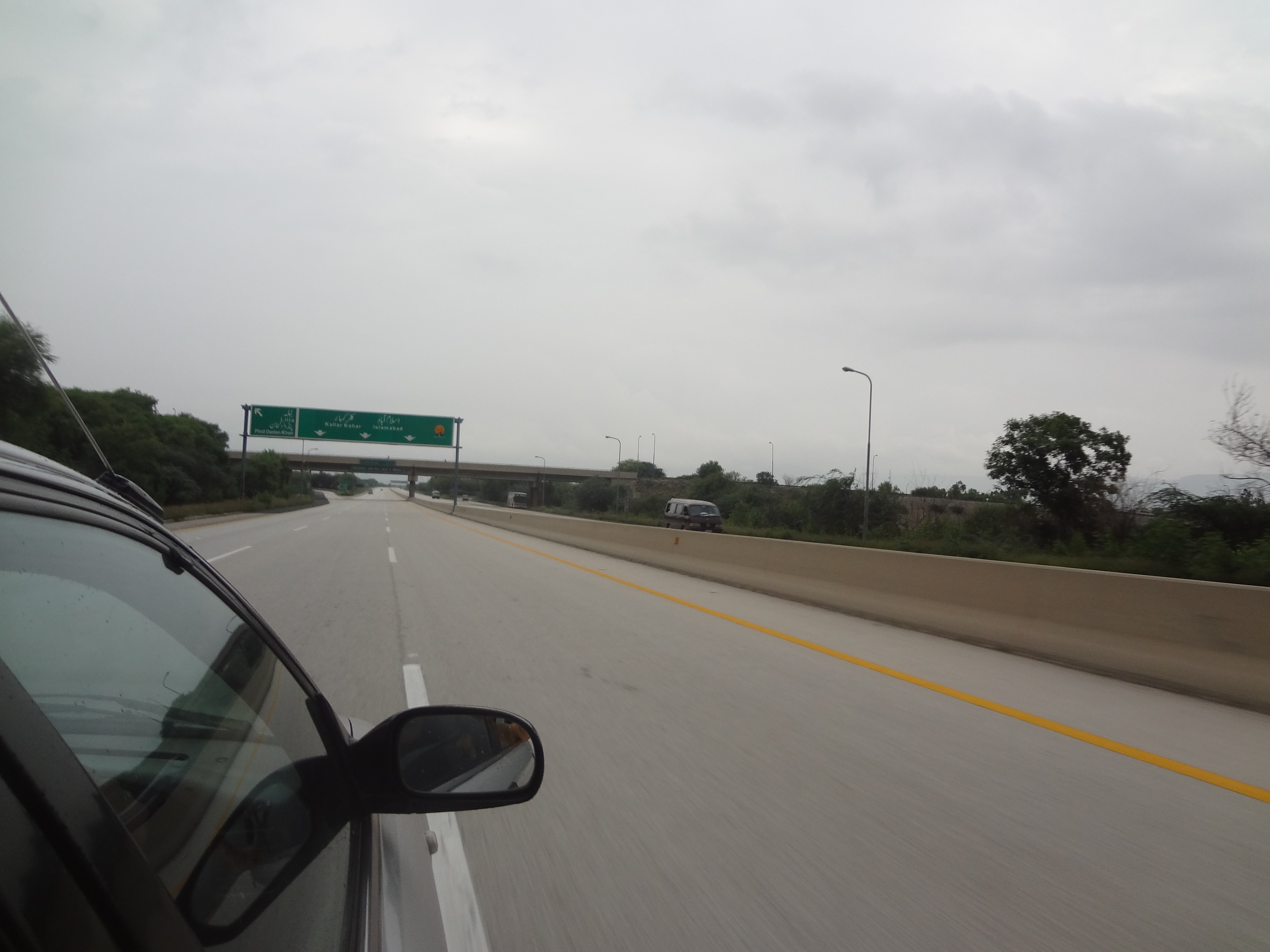
Pohled z automobilu na dálnici M-2
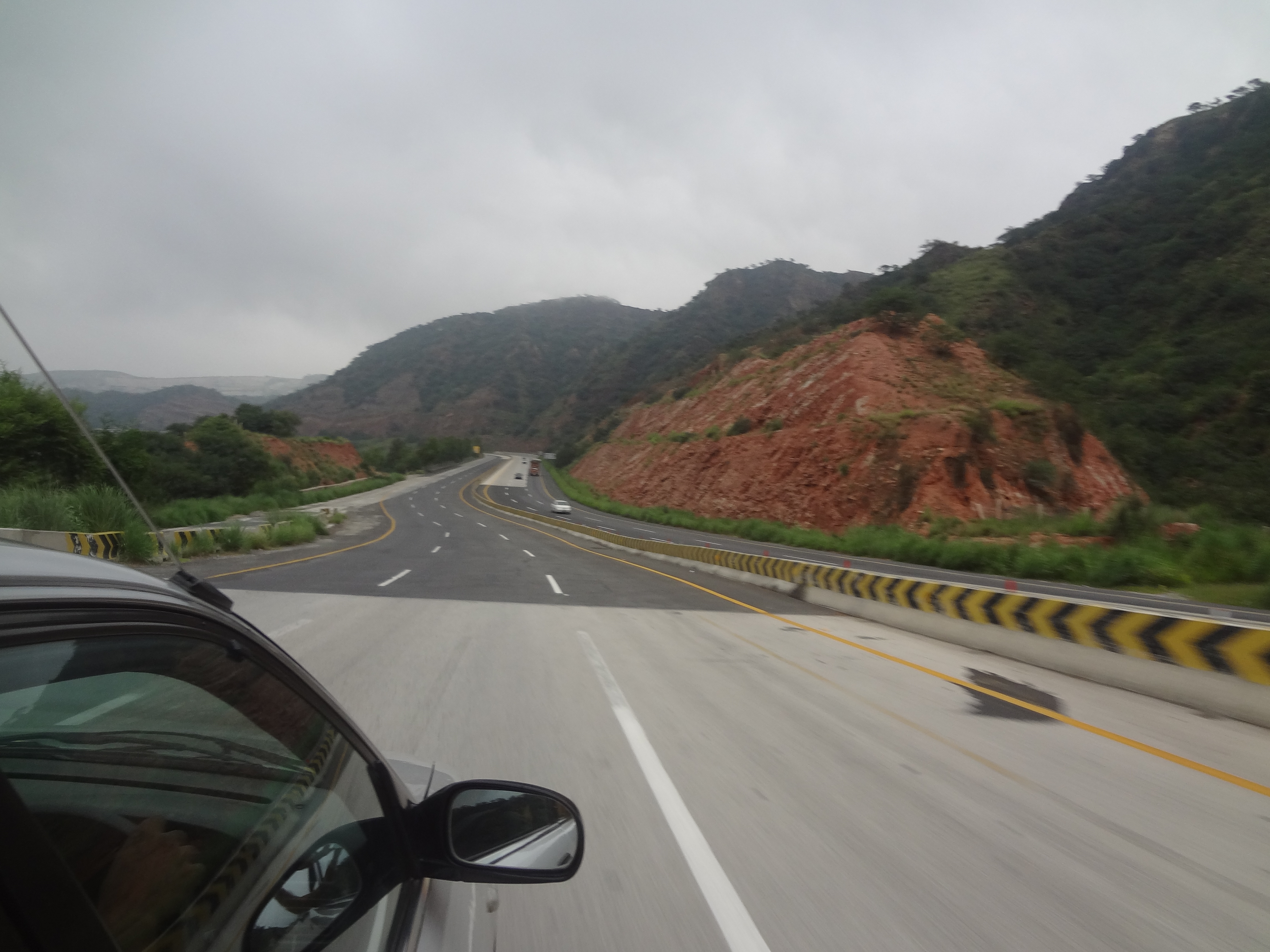
Pohled z automobilu při průjezdu Salt Range na dálnici M-2